# وایت میسا (یوتا)
وایت میسا (به انگلیسی: White Mesa) یک منطقهٔ مسکونی در ایالات متحده آمریکا است که در شهرستان سن‌خوآن، یوتا واقع شده‌است. وایت میسا ۴۰٫۱ کیلومتر مربع مساحت و ۲۷۷ نفر جمعیت دارد و ۱٬۶۱۷ متر بالاتر از سطح دریا واقع شده‌است.